# Stefan Fiuk
Stefan Fiuk (ur. 6 maja 1927 w Siedlcach, zm. 4 czerwca 2008) – polski rzemieślnik i polityk, poseł na Sejm PRL VIII kadencji.

## Życiorys
Syn Władysława i Marii, uzyskał wykształcenie podstawowe. Pracował na stanowisku starszego rzemieślnika oraz montera w Warsztatach Polskich Kolei Państwowych w Siedlcach. W 1946 wstąpił do Polskiej Partii Robotniczej, następnie został członkiem Polskiej Zjednoczonej Partii Robotniczej. W PZPR pełnił funkcje I sekretarza oddziałowej organizacji partyjnej, członka egzekutywy komitetu zakładowego, członka egzekutywy Komitetu Wojewódzkiego w Siedlcach oraz zastępcy członka Komitetu Centralnego. Był też delegatem na VII zjazd PZPR.
W 1980 uzyskał mandat posła na Sejm PRL VIII kadencji z okręgu Siedlce. Zasiadał w Komisji Administracji, Gospodarki Terenowej i Ochrony Środowiska, Komisji Komunikacji i Łączności oraz w Komisji Administracji, Gospodarki Przestrzennej i Ochrony Środowiska.
Otrzymał Złoty Krzyż Zasługi i Krzyż Kawalerski Orderu Odrodzenia Polski.
Pochowany na cmentarzu parafialnym w Siedlcach.